# Прокопович Микола Костянтинович
Микола Констянтинович Прокопович — радянський і російський актор театру і кіно, Народний артист російської федерації.

## Біографія
Микола Прокопович народився в Тулі. У шкільні роки займався у театральній студії Палацу піонерів
Середню школу закінчував у роки Великої Вітчизняної війни, відразу після закінчення, в 1943 році, був призваний до лав РСЧА, пройшов бойовий шлях від солдата до командира відділення. У квітні 1945 року в Німеччині було поранено, війну закінчив у шпиталі під Берліном у званні старшого сержанта. Нагороджений медаллю «За перемогу над Німеччиною у Великій Вітчизняній війні 1941—1945 рр.» та орденом «Вітчизняної війни» II ступеня
Повернувшись до Москви, Прокопович вступив до Школи-студії МХАТ, яку закінчив 1949 року.
З 1949 — актор Камерного театру (з 1950 — Московський драматичний театр імені А. С. Пушкіна). Грав у спектаклях: «Тіні» (князь Тараканів), «Піднята цілина» (дід Щукар). З 1983 до 1985 року служив у Московському драматичному театрі ім. Станіславського.
З 1986 року працював у Театрі імені Мосради. Йому однаково добре вдавалися ролі як комедійного жанру, і драматичного, відзначалися легкість і пластичність у подачі образу. За час роботи в театрі Микола Костянтинович грав у спектаклях: «Останній відвідувач» (Єрмаков), «Тармування в небесах» (Гнеушев), «Царське полювання» (Кустів), «Кін, або Геній і безпутство» (Граф Кефельд), « Школа неплатників» (Фромантель), «Кубик для президента» (Голова енергетичної комісії), «Чорна наречена, або Ромео і Жанетта» (Батько), «Фома Опіскін» (Єжевікін), «Пристрасті за Митрофаном (Недоук)» (Стародум), «Помилки однієї ночі» (Хардкестль).
Багато знімався у кіно.
Помер 24 лютого 2005 року в Москві на 80-му році життя після тяжкої та тривалої хвороби. Похований на Мітинському цвинтарі

## Фільмографія
- 1948 — Молода гвардія — німецький офіцер
- 1957 — Сім'я Ульянових — Єрмаків
- 1958 — Матрос з «Комети» — тренер Микола Костянтинович
- 1961 — Підводний човен
- 1963 — Слуха-ай!.. — ротмістр
- 1963 — Постріл в тумані — представник видавництва
- 1963 — Людина, яка сумнівається — Коритін
- 1964 — Листи до живих — комісар держбезпеки Латишев
- 1964 — Завірюха — Шмітт
- 1967 — Шлях до «Сатурна» — Вільгельмі
- 1967 — Кінець «Сатурна» — Вільгельмі
- 1968 — Брати Карамазови — Муселович
- 1968 — Щит і меч — Шульц
- 1968 — Помилка резидента — полковник КДБ Марков
- 1970 — Доля резидента — полковник КДБ Марков
- 1971 — Батько — Іван Каменков
- 1972 — Бій після перемоги — Вільгельмі
- 1973 — Сімнадцять миттєвостей весни — Генріх Гіммлер
- 1973 — Невиправний брехун — Мимріков
- 1974 — Розповіді про Кешку і його друзів — батько Женьки
- 1975 — Батьківщини солдатів — Генріх Гіммлер
- 1975 — Призначаєшся онукою — гауптман Штольц
- 1976 — Дума про Ковпака — Генріх Гіммлер
- 1976 — Дикий Гаврило — адміністратор
- 1979 — Час вибрав нас — Оберг
- 1981 — Фронт в тилу ворога — Форст, генерал-лейтенант авіації
- 1981 — Кріпиш
- 1982 — Бережіть чоловіків! — Джордж, представник іноземної фірми
- 1982 — Професія — слідчий — експерт
- 1982 — Повернення резидента — полковник КДБ Володимир Гаврилович Марков
- 1982 — День народження — Гостюхін
- 1984 — Подвійний обгін — Мізін, ватажок мафії контрабандистів
- 1985 — Законний шлюб — начальник ансамблю
- 1985 — Таємниця Землі
- 1985 — Танцмайданчик — Міхал Міхалич
- 1986 — Михайло Ломоносов — Крафт
- 1986 — Кінець операції «Резидент» — полковник КДБ Марков
- 1991 — Загублений в Сибіру — генерал НКВС
- 1991 — Охоронець — політичний діяч, батько Віктора
- 1993 — Золото партії — батько Віктора
- 1996 — Милий друг давно забутих років… — знайомий Анни Іллівни
- 2003 — Чорна мітка
- 2004 — Таємний знак. Частина 3: «Формула щастя»